# Власова, Анна Петровна
Анна Петровна Власова (род. 8 мая 1941 года в селе Ошиб Кудымкарского района Коми-Пермяцкого автономного округа, РСФСР, СССР) — советский партийный деятель, российский политик, депутат Государственной Думы ФС РФ первого и второго созывов.

## Биография
В 1959 году получила средне-техническое образование по специальности «Зоотехния» в Коми-Пермяцком сельскохозяйственном техникуме. В 1964 году получила высшее образование по специальности «ученый-зоотехник» в Пермском сельскохозяйственном институте.
С 1964 по 1978 год работала в колхозе «Россия» Кудымкарского района зоотехником, главным зоотехником, председателем колхоза. В 1976 году окончила аспирантуру кафедры экономики и организации Пермского сельскохозяйственного института. С 1978 по 1984 год работала в Коми-Пермяцком окружном комитете КПСС заведующей сельскохозяйственным отделом, вторым секретарём.
С 1984 по 1989 год работала в Юсьвинском районном комитете КПСС в должности первого секретаря.
С 1990 по 1993 год работала в исполкоме окружного Совета, в Администрации Коми-Пермяцкого автономного округа председателем комитета по экономике.
В 1993 году избрана депутатом Государственной думы I созыва от Коми-Пермяцкого одномандатного избирательного округа № 216. В Государственной думе была членом комитета по труду и социальной политике, входила в во фракцию «Женщины России».
В 1995 году избрана депутатом Государственной Думы РФ II созыва. В Государственной думе была членом комитета по труду и социальной политике, членом Счётной комиссии, входила в Аграрную депутатскую группу.

## Законотворческая деятельность
За время исполнения полномочий депутата Государственной думы I и II созыва выступила соавтором 16 законодательных инициатив и поправок к проектам федеральных законов.

## Награды
Орден «Знак Почёта».